# リトル☆デイト
「リトル☆デイト」は、ribbonのデビューシングル。1989年12月6日にポニーキャニオンより発売された。

## 解説
永作博美、松野有里巳、佐藤愛子の3人より結成されたアイドルユニット「ribbon」のデビューシングル。

## 収録曲
（全作詞：三浦徳子、作曲・編曲：後藤次利）
1. リトル☆デイト [4:16]
  - フジテレビ系放映アニメーション『らんま1/2 熱闘編』オープニングテーマ[1]
2. 1/2のチケット [3:17]

## カバー
| 曲名          | アーティスト         | 収録作品                                    | 発売日         | 備考 |
| ------------- | -------------------- | ------------------------------------------- | -------------- | --- |
| リトル☆デイト | 麻生美代子・京田尚子 | アルバム『らんま1/2 格闘歌かるた』          | 1989年12月13日 | 間奏の語りをおばばとばあさまが行っている設定。                                                                               |
| リトル☆デイト | 帯子                 | シングル「乱馬ダ☆RANMA」                    | 1990年4月21日  | フルバージョン。 間奏の語りは基本的に日高・佐久間・林原の地声となっている。                                                  |
| リトル☆デイト | 帯子                 | アルバム『らんま1/2 熱闘歌合戦』            | 1990年4月21日  | ショートバージョン。 シングル「思い出がいっぱい」のカップリング（1991年1月21日発売）に、ショートバージョンが再録されている。 |
| リトル☆デイト | うさ                 | ベストアイドル NON-STOP MIXED BY DJもっちー | 2011年11月24日 | |
| リトル☆デイト | Jade                 | Simplemente Ranma                           | 2014年8月11日  | スペイン語によるカバー。タイトルは『Pequeña Cita』                                                                           |

### ユニットメンバー
1. ↑  林原めぐみ、日髙のり子、佐久間レイ